# Gerbitz

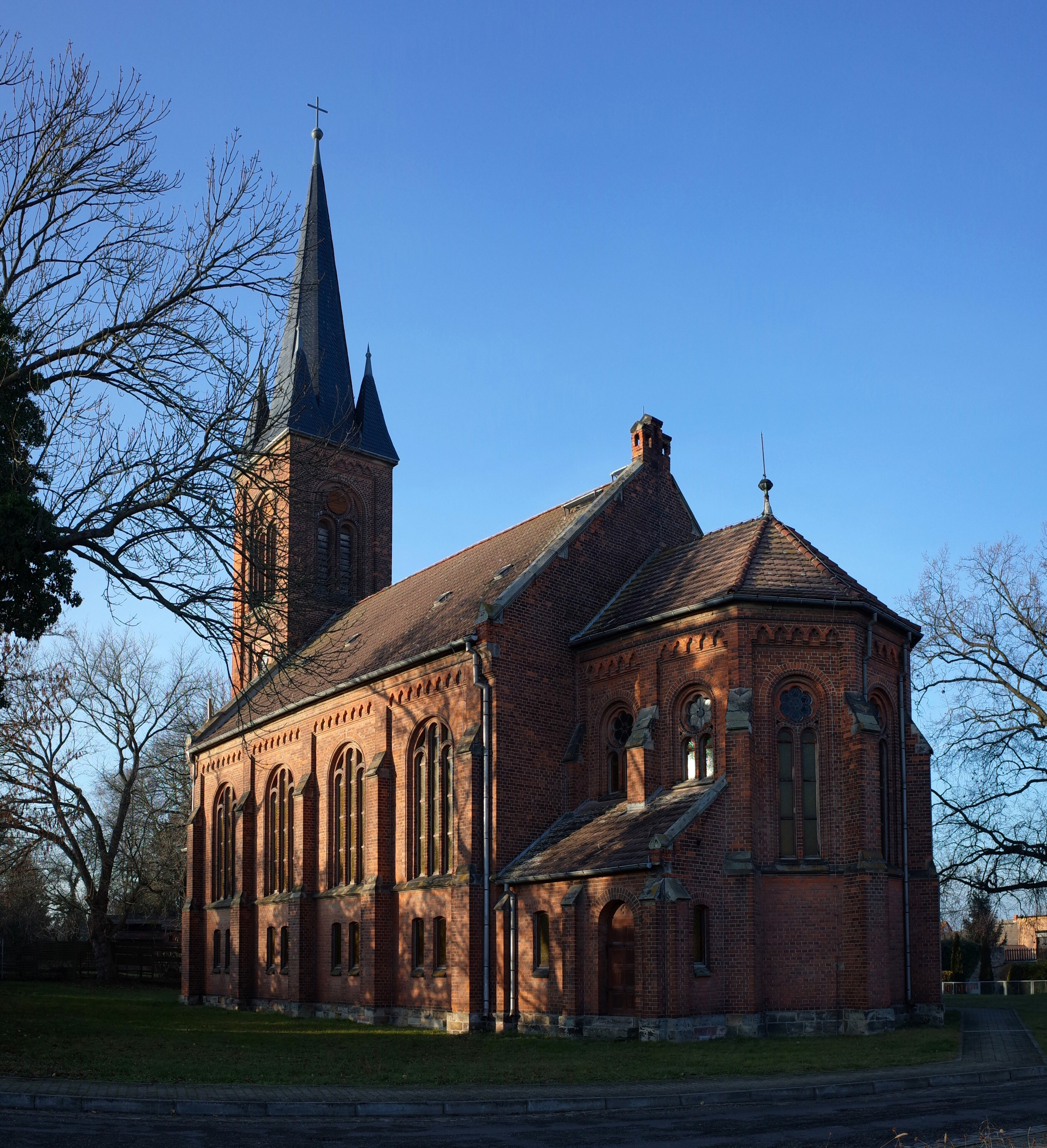
Evangelische Kirche Gerbitz

Gerbitz ist ein Ortsteil der Stadt Nienburg (Saale) im Salzlandkreis in Sachsen-Anhalt, Deutschland.

## Geografie
Gerbitz liegt ca. 7 km nordöstlich der Kreisstadt Bernburg (Saale). Die Ortschaft besteht aus einem „Altdorf“ und einer nach dem Zweiten Weltkrieg errichteten Wohnsiedlung. Auf der Gemarkung des Ortsteils Gerbitz – an der Straße nach Latdorf – steht der weithin sichtbare Bierberg, auf dem sich ein aus Sandsteinblöcken bestehendes Megalithgrab befindet. Den höchsten Bodenpunkt der Gemarkung stellt das „Spitze Hoch“ dar, eine bewaldete Anhöhe, die früher als Kiestagebau genutzt wurde.

## Geschichte
Der erste urkundliche Nachweis des Ortes stammt vom 9. Januar 1324, als Herzog Rudolf I. von Sachsen dem Kloster Nienburg Güter in Gerbitz schenkte.
Durch einen Gebietsänderungsvertrag hat der Gemeinderat der Gemeinde Gerbitz am 27. Februar 2008 beschlossen, dass die Gemeinde Gerbitz in die Stadt Nienburg (Saale) eingemeindet wird. Dieser Vertrag wurde vom Landkreis als unterer Kommunalaufsichtsbehörde genehmigt und trat am 1. Januar 2010 in Kraft.
Nach Eingemeindung der bisher selbständigen Gemeinde Gerbitz wird Gerbitz Ortsteil der Stadt Nienburg (Saale). Für die eingemeindete Gemeinde wird die Ortschaftsverfassung nach den §§ 86 ff. der Gemeindeordnung Sachsen-Anhalt eingeführt. Die eingemeindete Gemeinde Gerbitz und künftige Ortsteil Gerbitz wird zur Ortschaft der aufnehmenden Stadt Nienburg (Saale). In der eingemeindeten Gemeinde und nunmehrigen Ortschaft Gerbitz wird ein Ortschaftsrat mit sieben Mitgliedern einschließlich Ortsbürgermeister gebildet.

## Wappen
Blasonierung: „In Gold über grünem, nach oben gebogenem Schildfuß ein schwarzes Hünengrab, dahinter wachsend eine stilisierte grüne Robinie.“
Das Wappen wurde 1993 vom Kommunalheraldiker Jörg Mantzsch gestaltet und ins Genehmigungsverfahren geführt.

## Sehenswürdigkeiten
- Die Kirche von Gerbitz ist in den Jahren 1886 bis 1887 aus roten Ziegelsteinen erbaut worden.[4] Der Backsteinbau hat einen schlanken Turm mit einem spitzen Dach, auf dem vier weitere kleine Türmchen angebracht sind. Die Ausstattung des Kircheninnenraumes stammt von Holzbildhauer Gustav Kuntzsch, Wernigerode.[5] 1889 erhielt die Kirche eine von dem Zörbiger Orgelbaumeister Wilhelm Rühlmann gebaute Orgel,[6] die inzwischen nicht mehr spielfähig ist.
- Sehenswert ist auch das Großsteingrab Bierberg, ein Ganggrab aus behauenen Sandsteinblöcken.
- Die Megalithgräber in der Region, u. a. in Drosa und Wulfen, werden der Bernburger Kultur zugerechnet.

## Wirtschaft und Infrastruktur

### Verkehr
Nördlich der Gemeinde ist die Bundesstraße 185, Bernburg (Saale) nach Köthen (Anhalt). Die Autobahn A 14 die von Halle (Saale) nach Magdeburg führt, liegt westlich von Gerbitz.

## Persönlichkeiten
- Herrmann Mostar (1901–1973), Schriftsteller und Gerichtsreporter.